# Marek Andreas Wall
Marek Andrzej Wall (ur. 30 października 1946 w Kamiennej Górze) – polski konstruktor i producent sprzętu elektronicznego (głównie nagłaśniającego), zaś po emigracji do Niemiec – sprzętu audiofilskiego Hi-end.

## Życiorys
Ukończył Technikum Elektroniczne przy Wrocławskich Zakładach Elektronicznych Mera-Elwro (zakład zlikwidowano w 1993 roku). Po ukończeniu szkoły przez 5 lat pracował w Wojskowych Warsztatach Okręgowych przy ul. Mieszczańskiej, kolejne 5 lat przepracował w Wojskowych Zakładach Elektrotechnicznych w Czernicy k. Wrocławia, dokąd ściągnął Wojciecha Hornowicza, Adama Labogę (późniejszy producent sprzętu gitarowego) i swojego brata. Na bazie radzieckich lamp konstruował wzmacniacze lampowe, a także tzw. dzielnik oktawowy, który na polskim rynku był nowością (podobne urządzenie o nazwie "Octave Multiplexer" produkowała amerykańska firma Electro-Harmonix). Od 1968 roku razem z Hornowiczem pod nazwą podziemnej, wrocławskiej firmy Horn-Wall konserwował i przerabiał sprzęt grupy rockowej Romuald i Roman – m.in. wykonali dla Romualda Piaseckiego efekt gitarowy wah-wah o specyficznym "wrocławskim" brzmieniu (tzw. kaczka), skonstruowali również, oparty na tranzystorach 24-kanałowy mikser (Niemen skorzystał z miksera włoskiej firmy "Montarbo", ponieważ nie udało się zakończyć prac w terminie) i 150-watowe kolumny dla Czesława Niemena na XI Krajowy Festiwal Piosenki Polskiej w Opolu (1973), czy 120-watowy wzmacniacz dla Józefa Skrzeka (SBB). Po ukończeniu pracy nad mikserem Wall został akustykiem w zespole Niemena i udał się z nim na tournée po Skandynawii. W 1976 roku założył swoją pierwszą, oficjalną firmę, mieszcząca się przy ul. Świętokrzyskiej 57. Był to niewielki warsztat w którym m.in. serwisował elektroniczny sprzęt estradowy, kupowany przez krajowych muzyków w niemieckiej firmie BBC Music. Nagłośnienia, w tym kamer pogłosowych jego produkcji używało wiele polskich zespołów muzycznych, w tym te grające na dancingach w restauracjach i kurortach. Na przykład w takiej Kudowie, na dwadzieścia zespołów, które w sezonie grały na różnych dancingach w tym kurorcie, dziewiętnaście grało na moich wyrobach – powiedział Wall. W 1981 roku, tuż przed wybuchem stanu wojennego, wyemigrował do Niemiec i osiedlił się we Fryburgu. Gdy zdał niemiecki egzamin czeladniczy, przez 5 lat pracował jako majster w firmie produkującej urządzenia audio hi-end, a następnie otworzył własną. Obecnie firma Wall Audio Tube Technology wytwarza kilka luksusowych modeli wzmacniaczy najwyższej, światowej klasy, które są eksportowane głównie do Stanów Zjednoczonych i Indii.